# Tofsglasögonfågel
Tofsglasögonfågel (Heleia dohertyi) är en fågel i familjen glasögonfåglar inom ordningen tättingar. Den förekommer endast i delar av Små Sundaöarna i Indonesien. Arten minskar i antal men beståndet anses vara livskraftigt.

## Utseende och läte
Tofsglasögonfågeln är en distinkt liten tätting med gul undersida, olivgrön ovansida och karakteristisk teckning på huvudet: chokladbrun huvudtofs med otydliga vita fläckar, en svart teckning mellan näbb och öga samt ett vitt ögonbrynsstreck. Bland lätena hörs mjuka tjattrande ljud, tunna "tsip" och hårda "kit-up". Sången är komplex och varierad, bestående av visslingar och snärtiga ljud.

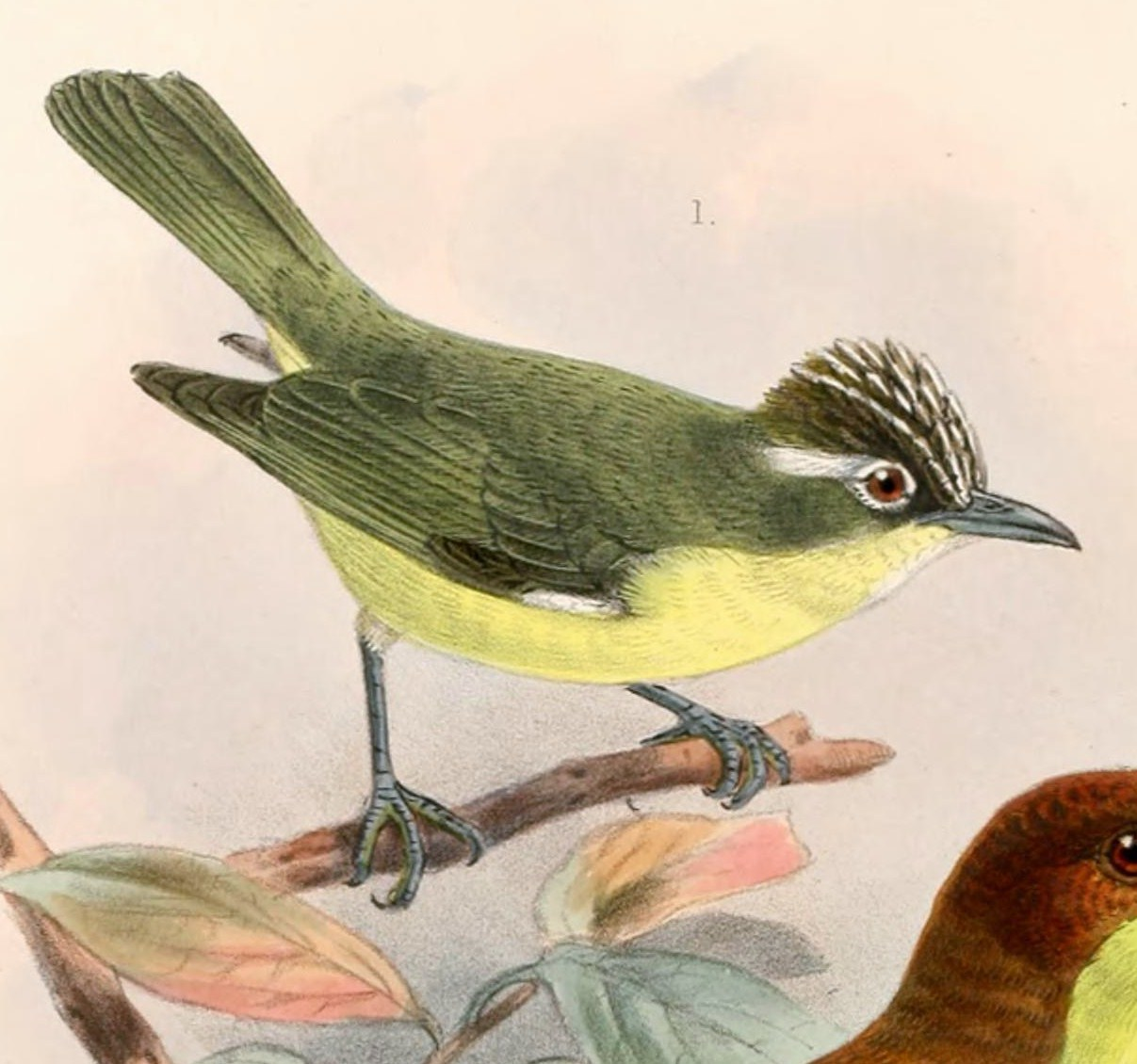

## Utbredning och systematik
Tofsglasögonfågel förekommer i västra Små Sundaöarna i Indonesien. Den delas in i två underarter med följande utbredning:
- Heleia dohertyi dohertyi – bergstrakter på Sumbawa och Satonda
- Heleia dohertyi subcristatus – Flores

### Släktestillhörighet
Arten placeras traditionellt i släktet Lophozosterops, men genetiska studier visar att arterna i det släktet står alla nära fåglarna i Heleia och förs numera allt oftare dit.

## Levnadssätt
Tofsglasögonfågeln hittas i skogsområden och odlingsbygd i lågland och lägre bergstrakter. Den ses enstaka, i par eller smågrupper, ofta i artblandade kringvandrande flockar.

## Status
Trots det begränsade utbredningsområdet och det faktum att den minskar i antal anses beståndet vara livskraftigt av internationella naturvårdsunionen IUCN. 

## Namn
Fågelns vetenskapliga artnamn hedrar William Doherty (1857-1901), amerikansk upptäcktsresande, entomolog, ornitolog och samlare av specimen i bland annat Ostindien.